# Kvervelnatten
Der Kvervelnatten (norwegisch für Wirbelspitze) ist ein Berg im ostantarktischen Königin-Maud-Land. In der Kirwanveggen ragt er 3 km südwestlich der Svartbandufsa auf.
Norwegische Kartografen, die ihn auch benannten, kartierten den Berg anhand von Vermessungen und Luftaufnahmen der Norwegisch-Britisch-Schwedischen Antarktisexpedition (1949–1952) und zwischen 1958 und 1959 erstellten Luftaufnahmen der Dritten Norwegischen Antarktisexpedition (1956–1960).